# Sawyer (Dakota du Nord)
Pour les articles homonymes, voir Sawyer.
Sawyer est une ville située dans le comté de Ward, dans l’État du Dakota du Nord, aux États-Unis. Selon le recensement de 2010, sa population s’élève à 357 habitants. En 2012, elle compte 353 habitants.

## Géographie
Selon le Bureau du recensement des États-Unis, Sawyer s'étend sur 0,48 mille carré (1,24 km2).

## Histoire
Sawyer a été fondée en 1898.

## Démographie
Lors du recensement de 2010, la ville comptait 357 habitants, soit 139 ménages, et 99 familles résidents. La densité est de 743,8 habitants par km². L'ethnie de la population se constitue à 96,6 % de caucasiens, 0,3 % d'Afro-Américains, 1,1 % de natifs américains, 0,3 % d'asiatiques, et 0,3 % autres. Les hispaniques et latino-américains constituent 0,8% de la population. Sur 139 ménages, 35,3 % était à charge d'un ou plusieurs enfants de moins de 18 ans, et 58,3% étaient des couples. L'âge moyen était de 38,4 ans. 28 % des résidents étaient âgés de moins de 18 ans ; 7,1 % d'entre eux étaient âgés entre 18 et 24 ans ; 25,5 % entre 25 et 44 ans ; 27,8 % entre 45 et 64 ans ; et 11,8 % entre 65 ans et plus.
| 1910 | 1920 | 1930 | 1940 | 1950 | 1960 |
| ---- | ---- | ---- | ---- | ---- | ---- |
| 327  | 241  | 206  | 271  | 264  | 390  |

| 1970 | 1980 | 1990 | 2000 | 2010 | - |
| ---- | ---- | ---- | ---- | ---- | - |
| 373  | 417  | 319  | 377  | 357  | - |